# Leichtathletik-Europameisterschaften 1982/Medaillenspiegel
Dies ist der Medaillenspiegel der Leichtathletik-Europameisterschaften 1982, welche vom 6. bis zum 12. September im griechischen Athen ausgetragen wurden. Bei identischer Medaillenbilanz sind die Länder auf dem gleichen Rang geführt und alphabetisch geordnet.
| Medaillenspiegel | Medaillenspiegel | Medaillenspiegel | Medaillenspiegel | Medaillenspiegel | Medaillenspiegel |
| Platz            | Land             | Gold             | Silber           | Bronze           | Gesamt           |
| ---------------- | ---------------- | ---------------- | ---------------- | ---------------- | ---------------- |
| 1                | DDR              | 13               | 8                | 7                | 28               |
| 2                | BR Deutschland   | 8                | 1                | 4                | 13               |
| 3                | UdSSR            | 6                | 12               | 8                | 26               |
| 4                | Großbritannien   | 3                | 5                | 1                | 9                |
| 5                | Tschechoslowakei | 1                | 4                | 4                | 9                |
| 6                | Italien          | 1                | 2                | 2                | 5                |
| 6                | Spanien          | 1                | 2                | 2                | 5                |
| 8                | Polen            | 1                | 2                | 1                | 4                |
| 8                | Bulgarien        | 1                | 2                | 1                | 4                |
| 10               | Rumänien         | 1                | 2                | –                | 3                |
| 11               | Finnland         | 1                | –                | 3                | 4                |
| 12               | Griechenland     | 1                | –                | 1                | 2                |
| 12               | Schweden         | 1                | –                | 1                | 2                |
| 14               | Niederlande      | 1                | –                | –                | 1                |
| 14               | Portugal         | 1                | –                | –                | 1                |
| 16               | Belgien          | –                | 1                | 1                | 2                |
| 17               | Frankreich       | –                | –                | 3                | 3                |
| 18               | Norwegen         | –                | –                | 1                | 1                |
|                  | Ungarn           | –                | –                | 1                | 1                |
| Gesamt           | Gesamt           | 41               | 41               | 41               | 123              |